# Le Bouchon-sur-Saulx
Le Bouchon-sur-Saulx è un comune francese di 236 abitanti situato nel dipartimento della Mosa nella regione del Grand Est.

## Società

### Evoluzione demografica
Abitanti censiti